# Itajaí (1858)
La cañonera a vapor Itajaí fue un navío de la Marina del Imperio del Brasil que sirvió en la Guerra de la Triple Alianza.

## Historia
Buque mixto (vela y vapor) con casco acorazado, era impulsado por una máquina de vapor con una potencia de 100 HP que impulsaban una única hélice. 45.72 m de eslora, 7.01 m de manga, 2.28 m de puntal y 415 t de desplazamiento. Montaba 4 cañones de 32 en batería y 2 de 68 en cureñas separadas.
La Itajaí, primer navío en llevar ese nombre en homenaje a una ciudad de ese nombre en Santa Catarina, fue construida en Inglaterra junto a sus gemelas Ibicuí, Tieté y Mearim bajo la fiscalización del entonces vicealmirante Joaquim Marques Lisboa, futuro almirante Tamandaré. 
Botada a fines de 1857 se incorporó a la marina imperial tras las pruebas de rigor en Greenwich en 1858 y el 9 de mayo de ese año partió rumbo a su primer escala en Londres al mando del teniente 1° Inácio Joaquim da Fonseca en convoy con las restantes de su clase. Tras arribar a su segunda escala en Lisboa, el 17 de mayo participó de una celebración en homenaje a Estefanía de Hohenzollern-Sigmaringen, en su llegada a Portugal para contraer matrimonio con Pedro V de Portugal.
El 14 de junio llegó finalmente a Recife tras 37 días de travesía y el 1 de julio fondeó en Río de Janeiro.
Al producirse la invasión brasileña del Uruguay en 1864, participó del bloqueo de Salto y del sitio y bombardeo de Paysandú.
En 1861 acompañó a la corbeta francesa D'Entrecasteaux en una campañaña de relevamiento hidrográfico en la costa entre Bahía y Río de Janeiro.
En noviembre de 1864 fue movilizada al río Paraná en operaciones contra el Paraguay. Iniciada la Guerra de la Triple Alianza, el 18 de junio participó del combate del Pasaje de Mercedes, del combate de Paso de Cuevas, librado el 12 de agosto de 1865, y en las acciones del 5 y 6 de abril de 1866.